# Epropetes bolivianus
Epropetes bolivianus là một loài bọ cánh cứng trong họ Cerambycidae.